# 胡曽詩抄
『胡曽詩抄』（こそししょう）は、中国の晩唐の詩人胡曽が著した『詠史詩』の、日本における注釈書である。作者は、胡曽詩抄神宮本奥書や、『醍醐枝葉抄』、『智袋集』によると、玄恵とされている。
成立は、『和漢朗詠集』の注釈書であり、応永12年（1405年）の年紀を持つ『和漢朗詠集和談鈔』に『胡曽詩抄』が引用されていることから、室町時代初期の応永12年（1405年）以前である。なお、『胡曽詩抄』の作者と思われる玄恵は、観応元年（1350年）に没しているため、さらに成立年代は遡ると考えられる。『胡曽詩抄』は、『三国伝記』などにも引用が確認でき、中世の説話に広く影響を与えた。

## テキスト
- 『胡曾詩抄』伝承文学資料集成第三輯、三弥井書店、1988年